# Khaled Fouad Allam
Khaled Fouad Allam (in arabo خاليد فواد الام‎?, Khālīd Fuwād Allām; Tlemcen, 2 settembre 1955 – Roma, 10 giugno 2015) è stato un sociologo e politico algerino naturalizzato italiano nel 1993.

## Biografia
Ricercatore universitario della facoltà di scienze politiche (dipartimento di scienze politiche e sociali) dell'Università degli Studi di Trieste divenne poi professore associato nel medesimo ateneo insegnando sociologia del mondo musulmano e storia e istituzioni dei Paesi islamici fino al 1994; passò poi a insegnare islamistica all'Università degli Studi di Urbino.
Giornalista pubblicista, editorialista de la Repubblica, scrisse numerosi libri focalizzati particolarmente sull'approfondimento delle tematiche inerenti ai rapporti tra mondo arabo-islamico ed occidente.
Nel 2006 fu candidato nella lista dell'Ulivo alle elezioni politiche per la Camera dei deputati, dopo essersi avvicinato a La Margherita. Eletto deputato del Parlamento italiano nella circoscrizione Puglia, aderì al Partito Democratico che però non lo ricandidò alle elezioni 2008.
Nel novembre 2008 gli venne conferito il dottorato honoris causa in sociologia per i suoi lavori sul Mediterraneo dall'Università “Ricardo Palma” di Lima (Perù). Il 30 novembre divenne il primo musulmano a pubblicare un articolo su L'Osservatore Romano.
Fu membro del consiglio generale del Partito Radicale Transnazionale.
Fu consulente del comune di Mazara del Vallo nel 2010 come esperto del sindaco Nicola Cristaldi per le politiche d'immigrazione.
Il 10 giugno 2015 venne trovato morto in una stanza di un albergo in via Marsala, nella zona della stazione ferroviaria di Roma Termini. Il personale dell'albergo riferì che il sociologo avrebbe accusato un primo malore in mattinata preferendo però non recarsi in ospedale.

## Premi ottenuti
- Torino: premio Grinzane Cavour-Cesare Pavese, per il saggio Lettera a un kamikaze, agosto 2004.
- Napoli, premio Elsa Morante, sezione scrittori stranieri, per il saggio Lettera a un kamikaze, ottobre 2004.
- Gerusalemme: premio per il saggio Lettera a un kamikaze, sezione scrittori non di madrelingua, febbraio 2005.
- Premio del Senato per La solitudine dell'occidente, marzo 2007.
- Premio Nazionale Rhegium Julii ex aequo, Saggistica, per La solitudine dell'Occidente, 2007[11]

## Principali pubblicazioni
- Violenza e sacralità nella dinamica storica dell'islam, in "Politica internazionale", 1988.
- Identità e fondamentalismo, in "Politica internazionale", 1989.
- Introduzione alla traduzione italiana di Bertrand Badie, I due stati. Società e potere in islam e occidente, a cura di Sergio Noja e Khaled Fouad Allam, Marietti, 1990.
- I nuovi paradigmi dell'islam militante. L'epopea acculturata dei predicatori islamisti, in "Religioni e società - Rivista di scienze sociali della religione", n.14, lug.-dic. 1992.
- Islam e sviluppo nel Maghreb, in AAVV, L'altra metà della luna. Capire l'islam contemporaneo, Marietti, 1993.
- Lo spazio europeo dell'islam, in AAVV, La città e il sacro, a cura di Franco Cardini, Scheiwiller, 1994.
- Aspects juridiques de l'intégration, in AAVV, Islams d'Europe. Intégration ou insertion communautaire?, a cura di Robert Bistolfi e François Zabbal, L'Aube, Parigi, 1995.
- Un esempio di islamologia applicata all'analisi semantica e strutturale dei programmi televisivi, in AAVV, Televisione e islam. Immagini e stereotipi dell'islam nella comunicazione italiana, a cura di Carlo Marletti e con introduzione di Francesco Gabrieli, RAI-Nuova ERI, 1995.
- L'islam contemporaneo, in AAVV, Storia delle religioni, vol.III: Le religioni dualiste e l'islam, a cura di Giovanni Filoramo, Laterza, 1995 (2ª edizione aggiornata e ampliata: in L'islam, a cura di G.Filoramo, Laterza, 1999).
- voci enciclopediche: Arabi, Islam, Fondamentalismo islamico, Sciismo, Sufismo, Dervisci, in Enciclopedia dell'islam, del Dizionario di storiografia, Il Saggiatore-Mondadori, 1996.
- L'islam e L'incontro fra islam ed Europa, in Il mattino d'Europa. Il sigillo della profezia, a cura di Franco Cardini, Editoriale Giorgio Mondadori, 1998.
- L'Europa vista dall'islam, in La nuova Europa, Grande Dizionario Enciclopedico, Utet, 2000.
- L'Islam globale, Rizzoli, 2002 (tradotto e pubblicato in Germania da Wagenbach).
- L'innovazione come esperienza dei limiti, in Governare l'innovazione. La responsabilità etica, a cura di Giuseppe Ardrizzo, presentazione di Francesco Del Monte, Rubbettino editore, Soveria Mannelli, 2003.
- L'islam in Italia, in Libro dell'anno 2003, Istituto per l'Enciclopedia Italiana fondata da G. Treccani, Roma, 2003.
- La questione democratica nel mondo arabo, in “Aspenia” – rivista di Aspen Institute Italia, numero monografico dal titolo America Black and White, n.22, 2003.
- Lettera a un kamikaze, Rizzoli, 2004 (tradotto e pubblicato in Israele, Spagna e Germania).
- Presentazione a: Roger Scrouton, L'occidente e gli altri. La globalizzazione e la minaccia terroristica, Vita e Pensiero, Milano, 2004.
- (con Marco Martiniello e Aluisi Tosolini) La città multiculturale. Identità Diversità Pluralità, Emi edizioni, Bologna, 2004.
- Introduzione a: Il Corano, traduzione di Gabriel Mandel Khan con testo arabo a fronte, Utet, Torino, 2004.
- Voce Islam, in International Encyclopedia of Sociology a cura di George Ritzer, Blackwell, USA, 2006.
- La solitudine dell'occidente, Rizzoli, Milano, 2006.
- Leggere il Corano nel deserto, a cura di Michele Alloni, ADV, Lugano, 2007.
- Introduzione a: Maria Albano e Justo Lacunza Balda, Il nuovo Iraq e il Medio Oriente, Cantagalli, Siena, 2007.
- Introduzione al libro Hotel Allah racconti dall'islam di Giorgio Gigliotti, Coniglio Editore, Roma 2008
- L'uso politico delle paure. Alcune riflessioni trasversali, in “Paradoxa”, gennaio-marzo 2008.
- Introduzione alle opere della fotografa iraniana Shirin Neshat, in “Arte contemporanea”, vol.5, febbraio 2008, Electa editrice, Milano.
- Introduzione a: Abdelwahab Meddeb, Le controprediche, Cantagalli, Siena, 2009.
- Prefazione a: AAVV, Un Hussein alla Casa Bianca, Cosa pensa il mondo arabo di Barack Obama, a cura di Donatella Della Ratta e Augusto Valeriani, Odoya, Bologna, 2009.
- (con Mimmo Calopresti), Guida per difendersi dal razzismo. Dalla A alla Z, ed. Giudizio Universale, Torino, 2010.
- Non avrai altro Dio al di fuori di me, in Decalogo, numero monografico della rivista “Panta”, a cura di Massimo Donà e Raffaella Toffolo, n.29, 2010, Bompiani, Milano.
- Les nouvelles frontières symboliques de l'Europe. Les musulmans d'Italie entre Nord et Sud, in Religions et politique: séparations sous tension, numero monografico della rivista Esprit, n.2, febbraio 2011, Parigi.
- L'islam spiegato ai leghisti, Piemme, Milano, 2011.
- Saggio introduttivo e Conclusioni a: AAVV, Il terzo settore nel mondo arabo, Il Mulino, Bologna, 2012 (in corso di pubblicazione).
- Pensare l'economia nell'islam medievale, (introduzione all'opera) e traduzione di: Abu l-‘Abbas ‘Abdallah b.Amad al-‘Ibbiyani, Masa'il al-Samasira (Le questioni relative al mestiere dei sensali), Università di Bari, 2012 (in corso di pubblicazione).
- "Avere vent’anni a Tunisi e al Cairo", Marsilio Editori, 9 gennaio 2013
- A. Rihani, Il Libro di Khalid, illustrazioni originali di K. Gibran, traduzione e cura di F. Medici, prefazione di P. Branca, postfazione di K.F. Allam, Mesogea, Messina 2014.
- Il jihadista della porta accanto, Piemme, Milano, 2015.